# ماریا انگلبرشت استوکنبک

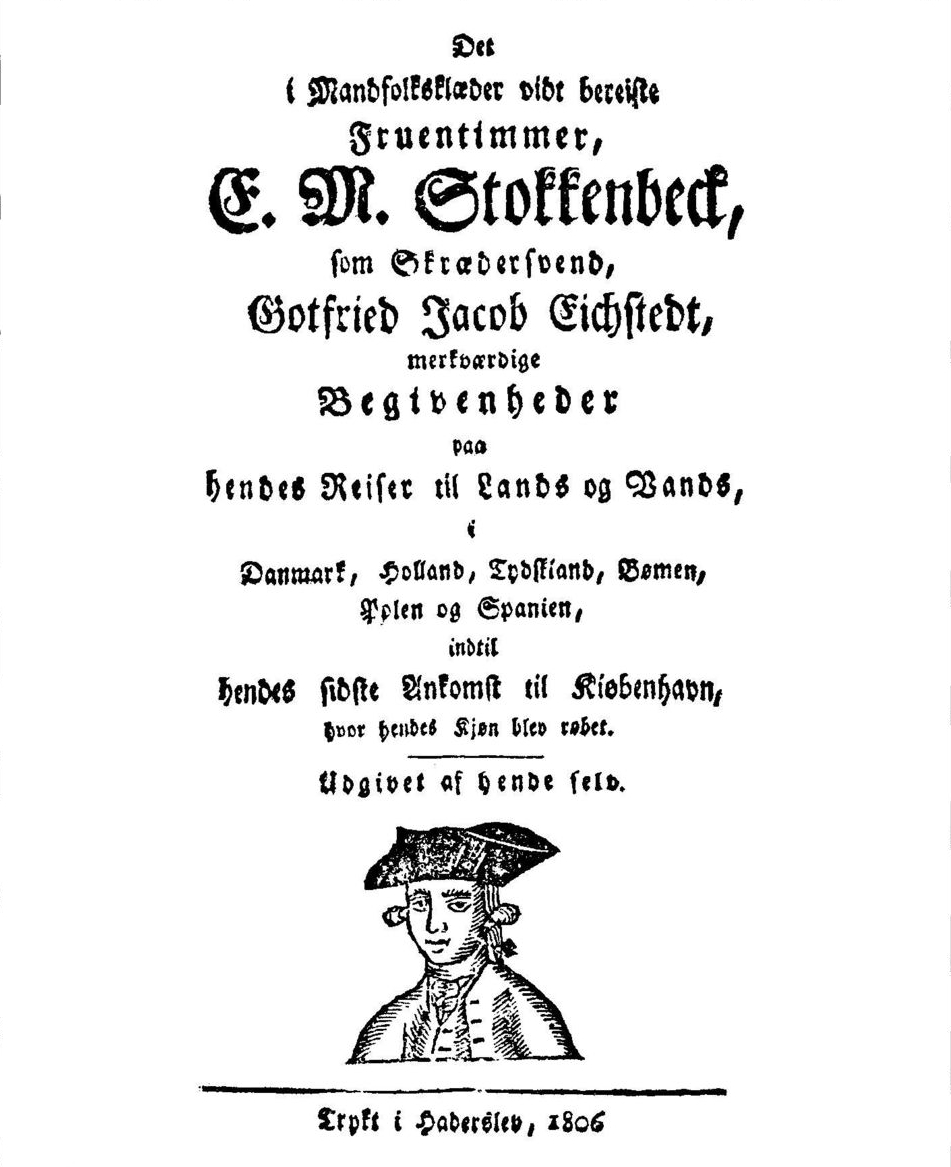
جلد کتاب ماریا انگلبرشت استوکنبک (۱۸۰۶)

ماریا انگلبرشت استوکنبک (به انگلیسی: Maria Engelbrecht Stokkenbech) (زادهٔ ۱۷۵۹ – درگذشته پس از سال ۱۸۰۶) خیاط، نویسنده و از نخستین فمینیست‌های دانمارکی بود که توانست به‌عنوان یک زن متأهل، از طریق تغییر هویت خود به مرد، امرار معاش کند. او در اوایل دههٔ ۱۷۸۰، حدود چهار سال در سراسر اروپا تا مالاگا سفر کرد و به‌عنوان خیاط کار کرد. این درحالی بود که تنها پس از بازگشت به کپنهاگ در سال ۱۷۸۴، جنسیت واقعی او آشکار شد. بااین‌حال، او موفق شد پادشاه را متقاعد کند که به او اجازه دهد حرفهٔ خود را به عنوان یک زن ادامه دهد و مجوز خیاطی و آموزش شاگرد دریافت کند.
او این تجربیات را در زندگی‌نامهٔ کوتاه خود با عنوان «زن مسافری که در لباس مردانه دوردست‌ها را پیمود، اِ.م. استوکنبک، به‌عنوان شاگرد خیاط، گاتفرید یاکوب آیشتد، رویدادهای شگفت‌انگیز در سفرهایش از راه زمین و دریا، در دانمارک، هلند، آلمان، بوهم، لهستان و اسپانیا، تا آخرین ورودش به کپنهاگ، جایی که جنسیتش فاش شد. منتشرشده به قلم خودش.» گزارش کرده است.

## زندگی
ماریا انگلبرشت در سال ۱۷۵۹ در هامبورگ به دنیا آمد و کوچک‌ترین فرزند از میان ۱۰ فرزند بود. پس از درگذشت پدرش در حالی که تنها یک‌ساله بود، مادرش او را در جزیرهٔ ارو بزرگ کرد. در ۱۲سالگی، در یک میخانه در کیل پیشخدمت شد و سپس به کپنهاگ رفت و در خانهٔ یک دریانورد به‌عنوان خدمتکار کار کرد. پس از یک دوره بیماری، به خانهٔ زنی نقل مکان کرد که به او دوخت لباس‌های زنانه را آموخت. روزی، مردی که در یک کارخانهٔ آبجوسازی کار می‌کرد، او را در حال تعمیر لباس دید و او را متقاعد کرد که با او ازدواج کند. این ازدواج موفقیت‌آمیز نبود، زیرا همسرش تمام درآمدش را صرف نوشیدن می‌کرد. او شوهرش را ترک کرد و به کیل رفت، اما به‌عنوان یک زن متأهل نمی‌توانست شغلی پیدا کند. او دریافت که یافتن کار به‌عنوان یک مرد آسان‌تر است، بنابراین از یک خیاط خواست تا یک دست لباس مردانه برایش بدوزد و به او گفت که این لباس برای برادرش است.
در لباس مردانه، او خود را گاتفرید یاکوب آیشتد نامید و به‌عنوان شاگرد خیاط مشغول به کار شد. در ابتدا، دیگر کارگران به او می‌خندیدند، زیرا تنها دوخت لباس زنانه را بلد بود، اما او با پشتکار دوخت شلوار و کت مردانه را به‌خوبی آموخت. او همراه با همکاران مرد خود به میخانه‌ها می‌رفت، سیگار می‌کشید، مشروب می‌نوشید، ورق بازی می‌کرد و با استفاده از یک شیپور مانند یک مرد ادرار می‌کرد. مدتی در لهستان و سپس در آلمان کار کرد. پیدا کردن کار همیشه آسان نبود و مجبور شد به کشورهای مختلف سفر کند. سرانجام، در یک کشتی که او را تا جنوب اسپانیا، مالاگا، برد، به‌عنوان خیاط مشغول به کار شد.
در سال ۱۷۸۴، او به کپنهاگ بازگشت، جایی که به‌عنوان زن شناخته و بازداشت شد. پس از توضیح مشکلاتش با همسرش در دادگاه، آزاد شد، به این شرط که لباس زنانه بپوشد. سپس از کریستیان هفتم، پادشاه دانمارک، درخواست کرد که به او اجازه دهد کسب‌وکار خود را راه‌اندازی کند و توضیح داد که سال‌ها با موفقیت کار کرده و می‌تواند به‌خوبی یک مرد خیاطی کند. پادشاه با او همدردی کرد و به او اجازه داد تا از طریق خیاطی لباس مردانه درآمد کسب کند و یک شاگرد استخدام کند.
کتاب او نخستین‌بار در سال ۱۷۸۴ به زبان آلمانی در کپنهاگ منتشر شد. نسخه‌ای دانمارکی در سال ۱۷۸۷ در هادرسلف منتشر شد و با اصلاحات جزئی، در سال ۱۸۰۶ دوباره منتشر گردید. نسخه‌ای تقریباً مشابه نیز در همان سال در کپنهاگ منتشر شد. تنها نسخه‌های ۱۸۰۶ شامل جزئیاتی دربارهٔ مجوزی است که از پادشاه دریافت کرده بود.